# 北爪利世
北爪 利世（きたづめ りせい、1916年4月28日 - 2004年6月30日）は、日本クラシック音楽界の草分け的クラリネット奏者で、その黎明期から長年にわたり第一人者の一人として演奏・教育など多方面において重要な役割を果たした。
旧制成城学園オーケストラでクラリネットを始め、同時に成城合唱団に属して新交響楽団（現・NHK交響楽団）とも共演する。同窓に作曲家の柴田南雄などがいる。
1937年に東京音楽学校（現・東京芸術大学音楽学部）入学。同級生には千葉 (後の川崎) 静子、佐々木成子、中山悌一、栗本正、高田信一、中田一次、中山冨士雄らがいた。1943年に卒業後、東京放送管弦楽団、東京都フィルハーモニー管弦楽団（現・東京フィルハーモニー交響楽団）を経て、東宝交響楽団（現・東京交響楽団）首席奏者を務める。室内楽でも幅広く活躍し、国内外の多くの作曲家の作品初演も手がけた。
浜中浩一、村井祐児、磯部周平、鈴木豊人などをはじめ数多くのクラリネット奏者を育てたほか、東京芸術大学、桐朋学園大学、山形大学、相愛大学、日本大学芸術学部などにおいてオーケストラ、室内楽など幅広く教育活動を行う。
弟の北爪規世はヴィオラ奏者。長女の北爪やよひ、長男の北爪道夫、孫の北爪裕道はともに作曲家である。
日本クラリネット協会名誉会長（初代会長）、桐朋学園大学名誉教授。
口述筆記による自伝に『音の終わりを大切に〜北爪利世の「クラリネット、わが人生」』（近藤滋郎編、音楽之友社 ISBN 4-276-20185-3）がある。
作曲作品に「クラリネットとピアノのための舞曲風小品」（2020年に北爪道夫校訂により全音楽譜出版社より出版）、「東京都杉並区立八成小学校校歌」などがある。